# Кео (Арканзас)
Кео (англ. Keo) — місто (англ. town) в США, в окрузі Лоноук штату Арканзас. Населення — 207 осіб (2020).

## Географія
Кео розташоване на висоті 70 метрів над рівнем моря за координатами 34°36′33″ пн. ш. 92°0′41″ зх. д. / 34.60917° пн. ш. 92.01139° зх. д. (34.609273, -92.011483).  За даними Бюро перепису населення США в 2010 році місто мало площу 12,25 км², з яких 12,16 км² — суходіл та 0,09 км² — водойми.

### Клімат
Місто знаходиться у зоні, котра характеризується вологим субтропічним кліматом. Найтепліший місяць — липень із середньою температурою 27.3 °C (81.2 °F). Найхолодніший місяць — січень, із середньою температурою 5.2 °С (41.3 °F).
| Клімат Кео              | Клімат Кео | Клімат Кео | Клімат Кео | Клімат Кео | Клімат Кео | Клімат Кео | Клімат Кео | Клімат Кео | Клімат Кео | Клімат Кео | Клімат Кео | Клімат Кео | Клімат Кео |
| Показник                | Січ.       | Лют.       | Бер.       | Квіт.      | Трав.      | Черв.      | Лип.       | Серп.      | Вер.       | Жовт.      | Лист.      | Груд.      | Рік        |
| Середній максимум, °C   | 9,9        | 12,7       | 17,8       | 23,1       | 27,1       | 30,8       | 32,3       | 32,1       | 28,7       | 23,3       | 16,7       | 10,9       | 22,2       |
| Середня температура, °C | 5,2        | 7,6        | 12,3       | 17,3       | 21,8       | 25,8       | 27,3       | 26,8       | 23,1       | 17,4       | 11,6       | 6,3        | 16,9       |
| Середній мінімум, °C    | 0,4        | 2,6        | 6,7        | 11,5       | 16,6       | 20,7       | 22,3       | 21,6       | 17,3       | 11,5       | 6,6        | 1,7        | 11,7       |
| Норма опадів, мм        | 88.9       | 99.1       | 114.3      | 132.1      | 116.8      | 91.4       | 91.4       | 50.8       | 78.7       | 116.8      | 121.9      | 132.1      | 1234.4     |
| Днів з опадами          | 8,3        | 8,7        | 8,8        | 8,6        | 9,8        | 7,5        | 7,3        | 5,6        | 6,2        | 7,4        | 8,1        | 8,7        | 95         |
| Днів зі снігом          | 0,8        | 0,7        | 0,1        | 0          | 0          | 0          | 0          | 0          | 0          | 0          | 0          | 0,2        | 1,8        |
| ----------------------- | ---------- | ---------- | ---------- | ---------- | ---------- | ---------- | ---------- | ---------- | ---------- | ---------- | ---------- | ---------- | ---------- |
| Джерело: Weatherbase    |            |            |            |            |            |            |            |            |            |            |            |            |            |

## Демографія
Згідно з переписом 2010 року, у місті мешкало 256 осіб у 104 домогосподарствах у складі 71 родини. Густота населення становила 21 особа/км².  Було 116 помешкань (9/км²). 
Расовий склад населення:
| - 77,0 % — білих - 17,2 % — чорних або афроамериканців - 4,7 % — осіб інших рас |

До двох чи більше рас належало 1,2 %. Іспаномовні складали 5,5 % від усіх жителів.
За віковим діапазоном населення розподілялося таким чином: 24,2 % — особи молодші 18 років, 59,0 % — особи у віці 18—64 років, 16,8 % — особи у віці 65 років та старші. Медіана віку мешканця становила 42,0 року. На 100 осіб жіночої статі у місті припадало 104,8 чоловіків;  на 100 жінок у віці від 18 років та старших — 104,2 чоловіків також старших 18 років.
Середній дохід на одне домашнє господарство  становив 60 127 доларів США (медіана — 41 528), а середній дохід на одну сім'ю — 54 288 доларів (медіана — 42 083). За межею бідності перебувало 10,0 % осіб, у тому числі 0,0 % дітей у віці до 18 років та 5,7 % осіб у віці 65 років та старших.
Цивільне працевлаштоване населення становило 99 осіб. Основні галузі зайнятості: освіта, охорона здоров'я та соціальна допомога — 29,3 %, мистецтво, розваги та відпочинок — 14,1 %, роздрібна торгівля — 13,1 %.
За даними перепису населення 2000 року в Кео мешкало 235 осіб, 69 сімей, налічувалося 96 домашніх господарств і 108 житлових будинків. Середня густота населення становила близько 48 осіб на один квадратний кілометр. Расовий склад Кео за даними перепису розподілився таким чином: 19,87 % білих, 80,33 % — чорних або афроамериканців, 0,43 % — інших народів. Іспаномовні склали 1,70 % від усіх жителів містечка.
З 96 домашніх господарств в 28,1 % — виховували дітей віком до 18 років, 59,4 % представляли собою подружні пари, які спільно проживали, в 7,3 % сімей жінки проживали без чоловіків, 28,1 % не мали сімей. 27,1 % від загального числа сімей на момент перепису жили самостійно, при цьому 10,4 % склали самотні літні люди у віці 65 років та старше. Середній розмір домашнього господарства склав 2,45 особи, а середній розмір родини — 2,97 особи.
Населення містечка за віковим діапазоном за даними перепису 2000 року розподілилося таким чином: 23,8 % — жителі молодше 18 років, 6,0 % — між 18 і 24 роками, 26,8 % — від 25 до 44 років, 24,7 % — від 45 до 64 років і 18,7 % — у віці 65 років та старше. Середній вік мешканця склав 40 років. На кожні 100 жінок в Кео припадало 102,6 чоловіків, у віці від 18 років та старше — 103,4 чоловіків також старше 18 років.
Середній дохід на одне домашнє господарство в містечкі склав 40 250 доларів США, а середній дохід на одну сім'ю — 43 333 долара. При цьому чоловіки мали середній дохід в 24 028 доларів США на рік проти 26 000 доларів середньорічного доходу у жінок. Дохід на душу населення в містечкі склав 21 159 доларів на рік. 10,3 % від усього числа сімей в населеному пункті і 18,3 % від усієї чисельності населення перебувало на момент перепису населення за межею бідності, при цьому 38,3 % з них були молодші 18 років і 7,0 % — у віці 65 років та старше.